# باشگاه فوتبال سنگ آهن بافق
 باشگاه فوتبال سنگ آهن بافق یک باشگاه فوتبال ایرانی در شهر بافق، استان یزد است. این تیم هم‌اکنون در لیگ استانی یزد حضور دارد.

## پیشینه
این باشگاه با خرید امتیاز تیم شهید قندی یزد با نام تربیت یزد در سال ۱۳۸۷ تأسیس و در سال ۱۳۹۱ امتیاز آن به شرکت سنگ آهن بافق منتقل و نام آن به باشگاه فوتبال سنگ آهن بافق تغییر پیدا کرد.